# EHF Beachhandball Championship
Die EHF Beachhandball Championship ist eine 2022 eingeführtes kontinentale Turnier im Beachhandball in Europa.
In den ersten 21 Jahren der Geschichte der Beachhandball-Europameisterschaft gab es keine Vorqualifikation zu diesem Wettbewerb, Verbände mussten nur ihre Mannschaften melden und konnten an den kontinentalen Titelkämpfen teilnehmen. Nachdem gegen Ende der 2000er Jahre ein erster Höhepunkt bei der Teilnehmerzahl erreicht wurde, pendelte sich ab dem Ende des ersten Jahrzehnts für längere Zeit die Teilnehmerzahl an der EM zwischen 12 und 15 Mannschaften ein. Nachdem an der Beachhandball Euro 2019 im Vergleich eine sehr hohe Zahl an teilnehmenden Mannschaften – bei Frauen wie Männer jeweils 20 Teams – teilnahmen und der Sport generell in immer mehr Ländern stetig gespielt wurde, musste man sich bei der EHF Gedanken zur weiteren Durchführung der Europameisterschaften gemacht werden, da ein Turnier mit einer so großen Zahl an Mannschaften kaum noch zu bewältigen war und in Zukunft mit noch mehr Meldungen zu rechnen war. Deshalb wurden im Vorfeld der Beachhandball Euro 2021 für 2020 zwei Qualifikationsturniere vorgesehen. Aufgrund der COVID-19-Pandemie fanden aber diese aber nicht statt. Da es für die EM 2021 noch einmal etwas weniger Nennungen gab, wurde auf eine Qualifikation verzichtet.
Für die Europameisterschaften 2023 sollte diese vorgeschaltete Qualifikation jedoch endlich durchgeführt werden und mit dem EHF Beachhandball Championship wurde ein vorgeschaltetes Turnier geschaffen. Während die stärksten Mannschaften im Jahr nach einer Europameisterschaft bei Turnieren wie den Weltmeisterschaften, den World Games oder den World Beach Games im Einsatz sind, konnten die schwächeren Mannschaften der letzten EM nun auch im Rahmen eines Turniers Erfahrungen sammeln. Zudem mussten sie sich über dieses neu geschaffene EHF Beachhandball Championship erst für die folgende Europameisterschaft qualifizieren. Qualifizieren müssen sich demnach auf diesem Weg die Mannschaften, die nicht im selben Jahr an den Weltmeisterschaften teilnehmen.
Der erste Wettbewerb wurde parallel zu den Junioren-Europameisterschaften des Jahres in Prag durchgeführt.

## Frauen
| 2022 Details | Prag, Tschechien | Ungarn | 2:1 | Polen      | Kroatien | 2:0 | Frankreich |
| 2024 Details | Warna, Bulgarien | Ungarn | 2:0 | Frankreich | Schweden | 2:0 | Ukraine    |

### Platzierungen der weiblichen Nationalmannschaften
| Nation         | 2022 | 2024 |
| -------------- | ---- | ---- |
| Bulgarien      | 0–   | 08   |
| Frankreich     | 04   | 02   |
| Italien        | 05   | 09   |
| Kroatien       | 03   | 05   |
| Polen          | 02   | 07   |
| Rumänien       | 09   | 0–   |
| Schweden       | 0–   | 03   |
| Schweiz        | 10   | 12   |
| Slowakei       | 08   | 06   |
| Tschechien     | 11   | 11   |
| Türkei         | 07   | 10   |
| Ukraine        | 06   | 04   |
| Ungarn         | 01   | 01   |
| Teilnehmerzahl | 11   | 12   |

| Legende | Legende | Legende | Legende                                             |
| ------- | ------- | ------- | --------------------------------------------------- |
| 1       | 2       | 3       | Podest-Platzierungen                                |
| 4       | 4       | 4       | vierter Halbfinalist, wenn es Halbfinals gab        |
| 5 bis 8 | 5 bis 8 | 5 bis 8 | Viertelfinalisten, wenn es Viertelfinals gab        |
| T       | T       | T       | teilgenommen, aber keine Platzierungsspiele         |
| X       | X       | X       | Mannschaft zunächst gemeldet, aber nicht angetreten |
| kursiv  | kursiv  | kursiv  | Mannschaft hat sich nicht für die EM qualifiziert   |

## Männer
| 2022 Details | Prag, Tschechien | Deutschland | 2:1 | Ungarn   | Ukraine    | 2:1 | Türkei   |
| 2024 Details | Warna, Bulgarien | Polen       | 2:1 | Schweden | Frankreich | 2:1 | Norwegen |

### Platzierungen der männlichen Nationalmannschaften
| Nation         | 2022 | 2024 |
| -------------- | ---- | ---- |
| Bulgarien      | 0–   | 05   |
| Deutschland    | 01   | 0–   |
| Frankreich     | 05   | 03   |
| Italien        | 07   | 07   |
| Malta          | 0–   | 10   |
| Norwegen       | 0–   | 04   |
| Niederlande    | 10   | 0–   |
| Polen          | 09   | 01   |
| Rumänien       | 08   | 0–   |
| Schweden       | 06   | 02   |
| Schweiz        | 11   | 0–   |
| Tschechien     | 12   | 08   |
| Türkei         | 04   | 09   |
| Ukraine        | 03   | 06   |
| Ungarn         | 02   | 0–   |
| Teilnehmerzahl | 12   | 10   |

| Legende | Legende | Legende | Legende                                             |
| ------- | ------- | ------- | --------------------------------------------------- |
| 1       | 2       | 3       | Podest-Platzierungen                                |
| 4       | 4       | 4       | vierter Halbfinalist, wenn es Halbfinals gab        |
| 5 bis 8 | 5 bis 8 | 5 bis 8 | Viertelfinalisten, wenn es Viertelfinals gab        |
| T       | T       | T       | teilgenommen, aber keine Platzierungsspiele         |
| X       | X       | X       | Mannschaft zunächst gemeldet, aber nicht angetreten |
| kursiv  | kursiv  | kursiv  | Mannschaft hat sich nicht für die EM qualifiziert   |

## Ranglisten
| 01 | Ungarn      | 2 | – | – | 2 | – | 1 | – | 1 | 2 | 1 | – | 3 |
| 02 | Polen       | – | 1 | – | 1 | 1 | – | – | 1 | 1 | 1 | – | 2 |
| 03 | Deutschland | – | – | – | – | 1 | – | – | 1 | 1 | – | – | 1 |
| 04 | Frankreich  | – | 1 | – | 1 | – | – | 1 | 1 | – | 1 | 1 | 2 |
| 04 | Schweden    | – | – | 1 | 1 | – | 1 | – | 1 | – | 1 | 1 | 2 |
| 06 | Kroatien    | – | – | 1 | 1 | – | – | – | – | – | – | 1 | 1 |
| 06 | Ukraine     | – | – | – | – | – | – | 1 | 1 | – | – | 1 | 1 |